# Ватель, Франсуа
Франсуа́ Вате́ль (фр. François Vatel), при рождении нем. Fritz Karl Watel; 14 июня 1631 года, Париж — 24 апреля 1671 года, Шантийи) — французский метрдотель, мажордом и кулинар швейцарского происхождения на службе у Николя Фуке, затем у принца Конде. Считается одним из родоначальников кейтеринга. Ему приписывается изобретение десерта — крема Шантийи (фр. Crème chantilly).

## Биография
Достоверно не установлены ни место рождения, ни происхождение Вателя. По одной из версий, он родился в семье кровельщика, а его крёстным отцом в 1631 году стал кондитер Жан Эверар. До поступления на службу к принцу Конде Ватель работал у Николя Фуке. В замке Во (Шато-де-Во-ле-Виконт) Ватель отвечал не только за все трапезы, но так же занимался координацией всех вспомогательных служб замка. 
В апреле 1671 года ему была поручена организация праздника в честь Людовика XIV. 24 апреля 1671 года Ватель неожиданно свёл счёты с жизнью самоубийством, бросившись на шпагу из-за неоправданного опасения, что к столу приглашённых принцем Конде именитых гостей в Шантийи не поспеет свежая морская рыба — рыбу привезли сразу же после самоубийства, так как предусмотрительный повар подстраховался, заказав её одновременно в разных портах. Принц Конде приказал не разглашать сведения о его смерти и дал указание тайком вывезти тело Вателя из замка и где-нибудь похоронить, чтобы не портить праздник. Исполнять обязанности Вателя после этого стал Жан-Эро де Гурвиль (Jean Hérault, baron de Gourville, 1625-1703) и, основываясь на оставленных Вателем записях, провёл дальнейшие праздничные мероприятия. 
Его имя стало полунарицательным во Франции для поваров, готовых на всё из любви к своему искусству. Мадам де Севинье, которая была среди приглашённых писала, что он по уму был способен управлять государством. Описание обстоятельств смерти Вателя, которое совпадает со сведениями маркизы де Севинье, оставил также Альфонс де Морёй, сеньор де Лиомер.
Поэт Жозеф Бершу́ (fr:Joseph Berchoux) в своей шутливо-дидактической поэме «Гастрономия» (La Gastronomie, 1800), описал трагическую смерть Вателя. Подобным образом Александр Дюма (отец) в своей книге «Большой кулинарный словарь» иронично замечал, что: «Самоубийство Вателя указывает на то, что он был скорее человеком этикета, чем человеком долга. Отсутствие рыбы во время года, когда холодный воздух и лёд, которым можно её обложить, позволяют сохранить этот деликатес свежим три-четыре дня, свидетельствует о легкомыслии человека, неспособного преодолевать препятствия, воздвигаемые на его пути злым роком».
Антуан Карем писал про него: «Французский повар движим в своём труде чувством чести, неотделимым от кулинарного искусства: тому примером смерть великого Вателя» и посвящает ему несколько кулинарных рецептов.

## Киновоплощения
- Жерар Депардьё во французской исторической костюмированной биографической драме «Ватель» (фр. Vatel), Франция, Великобритания, Бельгия, 2000 год.